# Templo mortuário de Hatshepsut

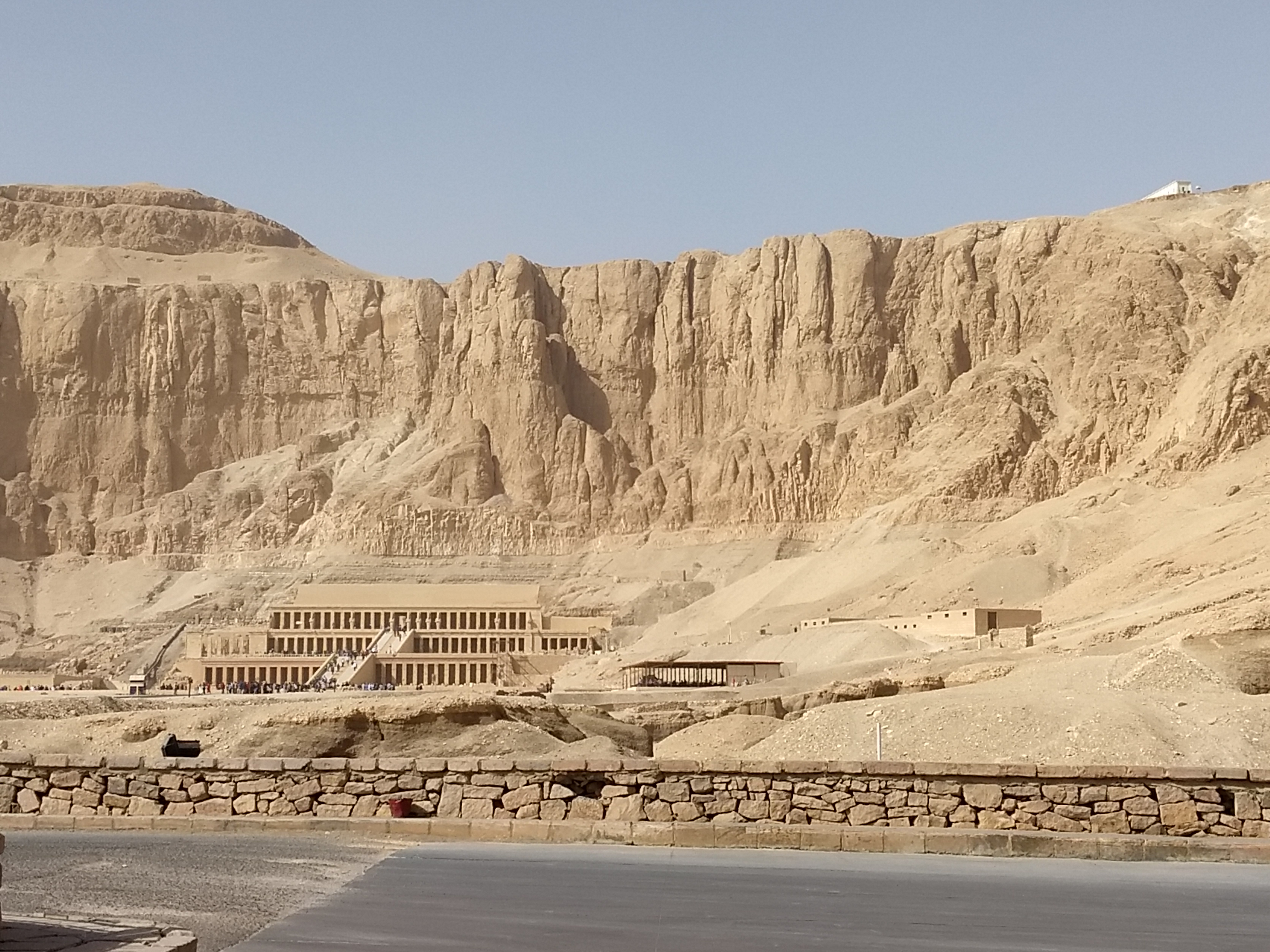

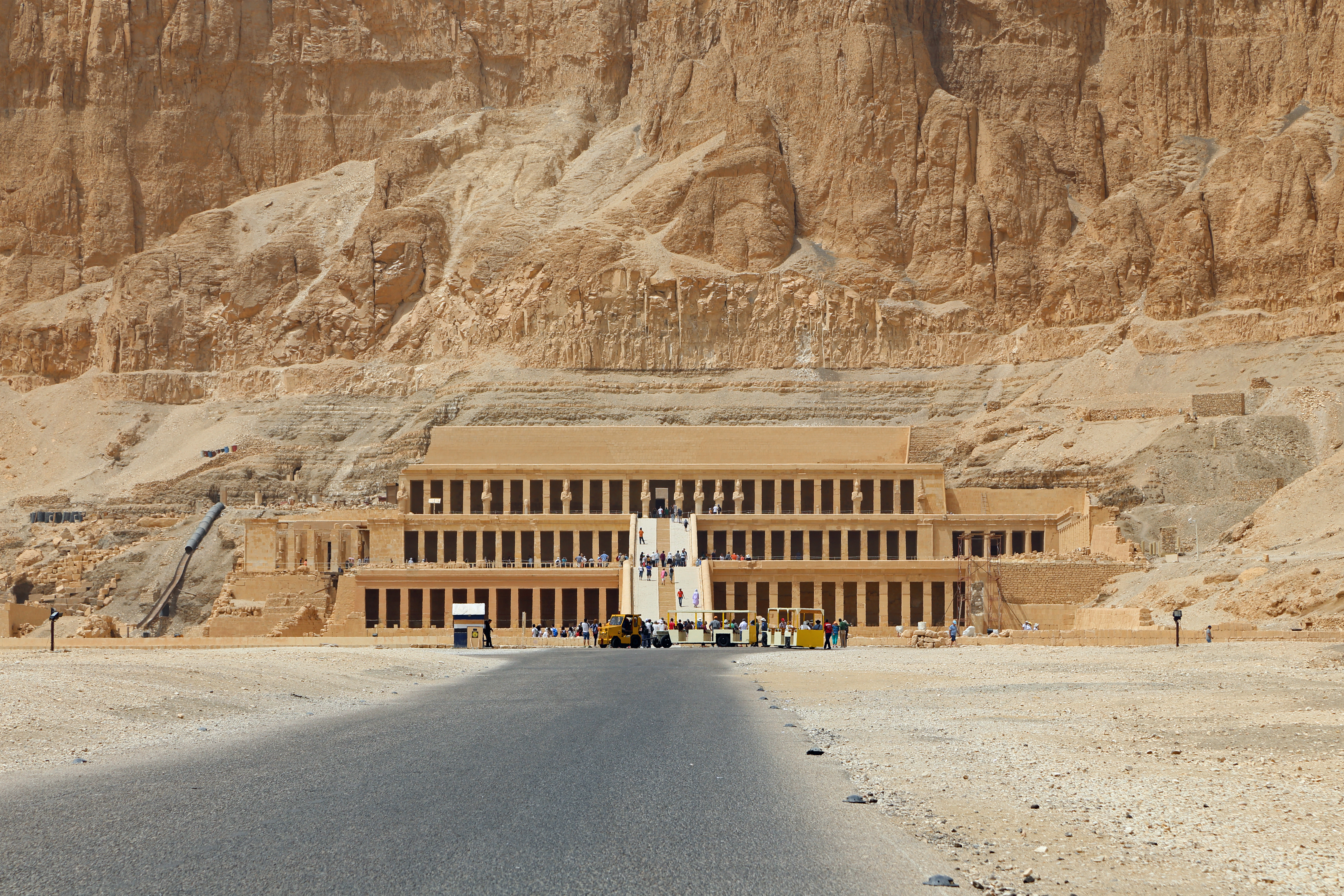

O templo mortuário de Hatshepsut, conhecido como Djeser-Djeseru ("A maravilha das maravilhas") está localizado no complexo de Deir Elbari, na margem ocidental do rio Nilo, perto do Vale dos Reis, no Egito. Este templo mortuário foi construído em homenagem a Amon-Rá, o deus do Sol, e está localizado junto ao templo mortuário de Mentuotepe II. É considerado "um dos incomparáveis monumentos do Antigo Egito". É um templo mortuário construído pela faraó Hatshepsut e desenhado pelo arquiteto Senenmut. Hatshepsut era a filha de Tutemés I, a grande esposa real de Tutemés II e regente do seu filho, o futuro Tutemés III que foi proclamado Faraó, e construiu vários templos, dos quais o principal é Deir Elbari, perto de Luxor. O templo foi dedicado aos deuses Amom, Anúbis e Hator.

## Arquitetura
O chanceler de Hatshepsut, o arquiteto real Senenmut, supervisionou a construção do templo. Embora o templo mortuário anterior adjacente de Mentuotepe II tenha sido usado como modelo, as duas estruturas são, no entanto, significativamente diferentes em muitos aspectos. O templo de Hatshepsut emprega um terraço comprido e colunado que se desvia da estrutura centralizada do modelo de Mentuotepe - uma anomalia que pode ser causada pela localização descentralizada de sua câmara funerária. Há três terraços em camadas que atingem 29,5 metros (97 pés) de altura. Cada história é articulada por uma dupla colunata de pilares quadrados, com exceção do canto noroeste do terraço central, que emprega colunas proto-dóricas para abrigar a capela. Estes terraços estão ligados por longas rampas que foram cercadas por jardins com plantas estrangeiras, incluindo incenso e mirra. A estratificação do templo de Hatshepsut corresponde à forma clássica tebana, empregando pilares, quadras, hipostilo, quadra de sol, capela e santuário.

## Os relevos do templo
Os relevos do Templo de Hatshepsut contam a história do nascimento divino da rainha-faraó Hatshepsut - a primeira do gênero. O texto e o ciclo pictórico também falam de uma expedição à Terra de Punte, um país exótico na costa do Mar Vermelho. Enquanto as estátuas e ornamentações foram roubadas ou destruídas, o templo já abrigou duas estátuas de Osíris, uma avenida de esfinge e muitas esculturas da rainha em diferentes atitudes - de pé, sentada ou ajoelhada. Muitos desses retratos foram destruídos por ordem de seu enteado Tutemés III após sua morte.

## Alinhamento Astronômico
O eixo principal do templo tem um é definido como um azimute de cerca de 116½° e está alinhado com o nascer do sol do solstício de inverno, que em nossa era moderna ocorre em torno do dia 21 ou 22 de dezembro de cada ano. A luz do sol penetra até a parede traseira da capela, antes de se mover para a direita, para destacar um dos estatutos de Osíris que estão de cada lado da porta da segunda câmara. Uma outra sutileza a este alinhamento principal é criada por uma caixa de luz, que mostra um bloco de luz solar que se move lentamente do eixo central do templo para primeiro iluminar o deus Amom-Rá e então brilhar sobre a figura ajoelhada de Tutemés III antes de finalmente iluminar o deus do Nilo, Hapi. Além disso, devido ao ângulo elevado do sol, cerca de 41 dias em ambos os lados do solstício, a luz solar é capaz de penetrar através de uma caixa de luz secundária até a câmara mais interna. Esta capela mais interna foi renovada e expandida na era ptolomaica e tem referências cultas a Imhotep, o construtor da Pirâmide de Djoser, e Amenófis, filho de Hapu, o superintendente das obras de Amenófis III.

## Influência histórica

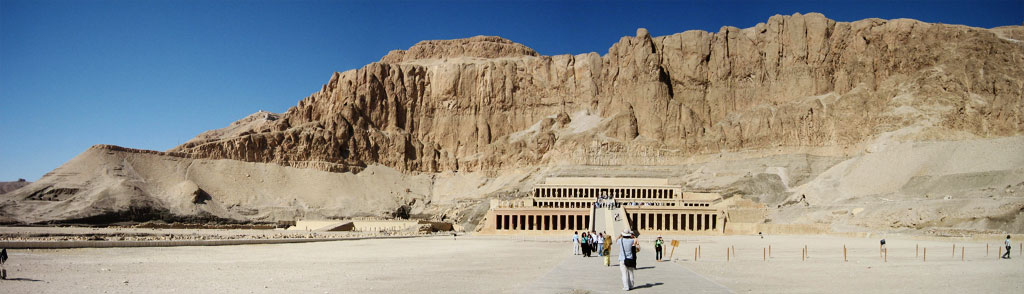
Vista panorâmica do templo mortuário.

O Templo de Hatshepsut é considerado o monumento egípcio cujo estilo é mais próximo do da arquitetura clássica. Obra representativa da arquitetura funerária do Novo Reino, enfatizando a imagem ampliada do faraó erguendo santuários para homenagear os deuses com quem viverá após a morte.
A arquitetura do templo original foi consideravelmente alterada como resultado de uma reconstrução defeituosa no início do século XX.

## Galeria de imagens

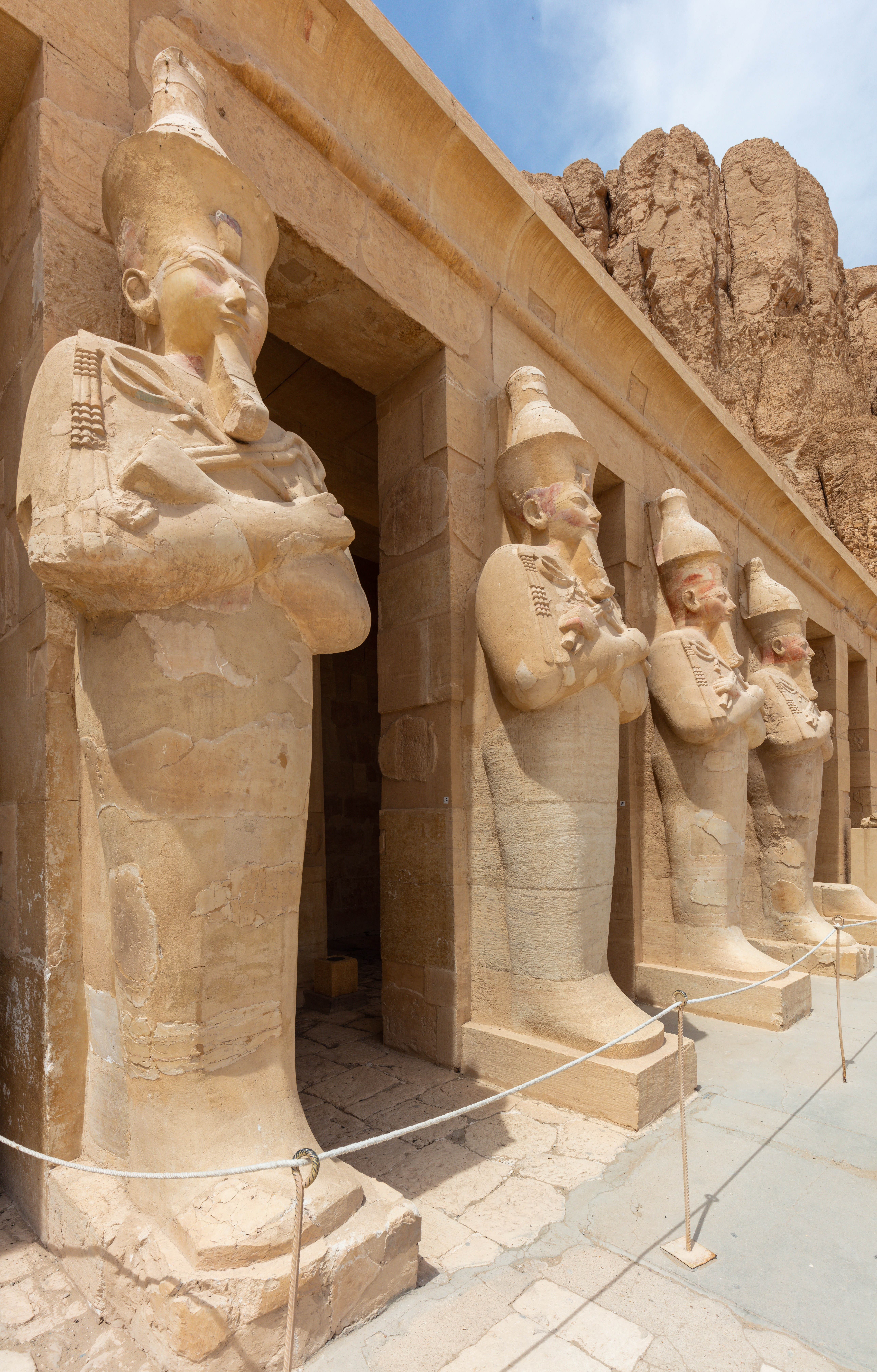
Colunata de pilares osirianos, localizada nos terraços do templo.
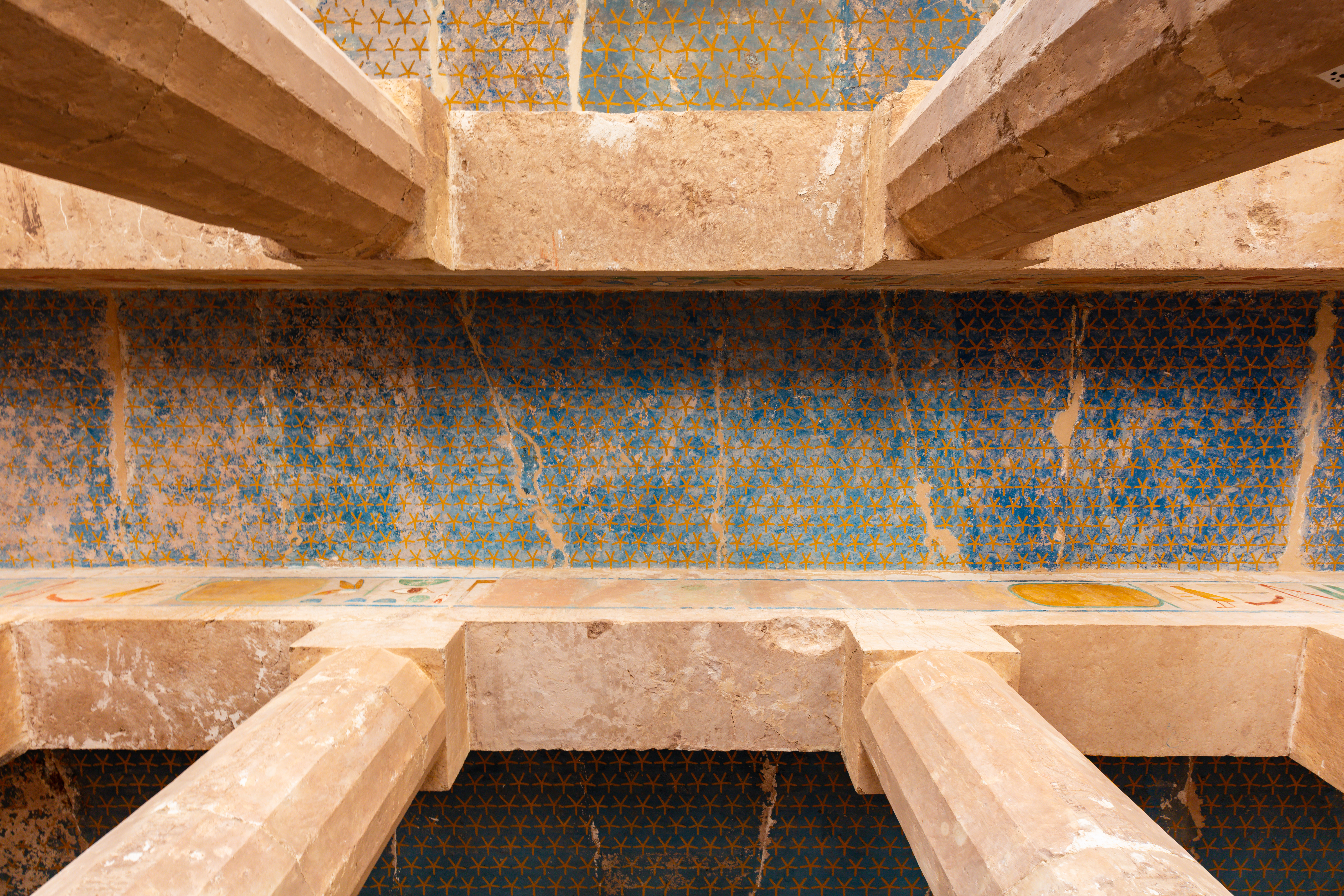
Capela de Anúbis, com colunas chamadas proto-dóricas, por causa de sua semelhança com as usadas na Grécia um milênio depois.
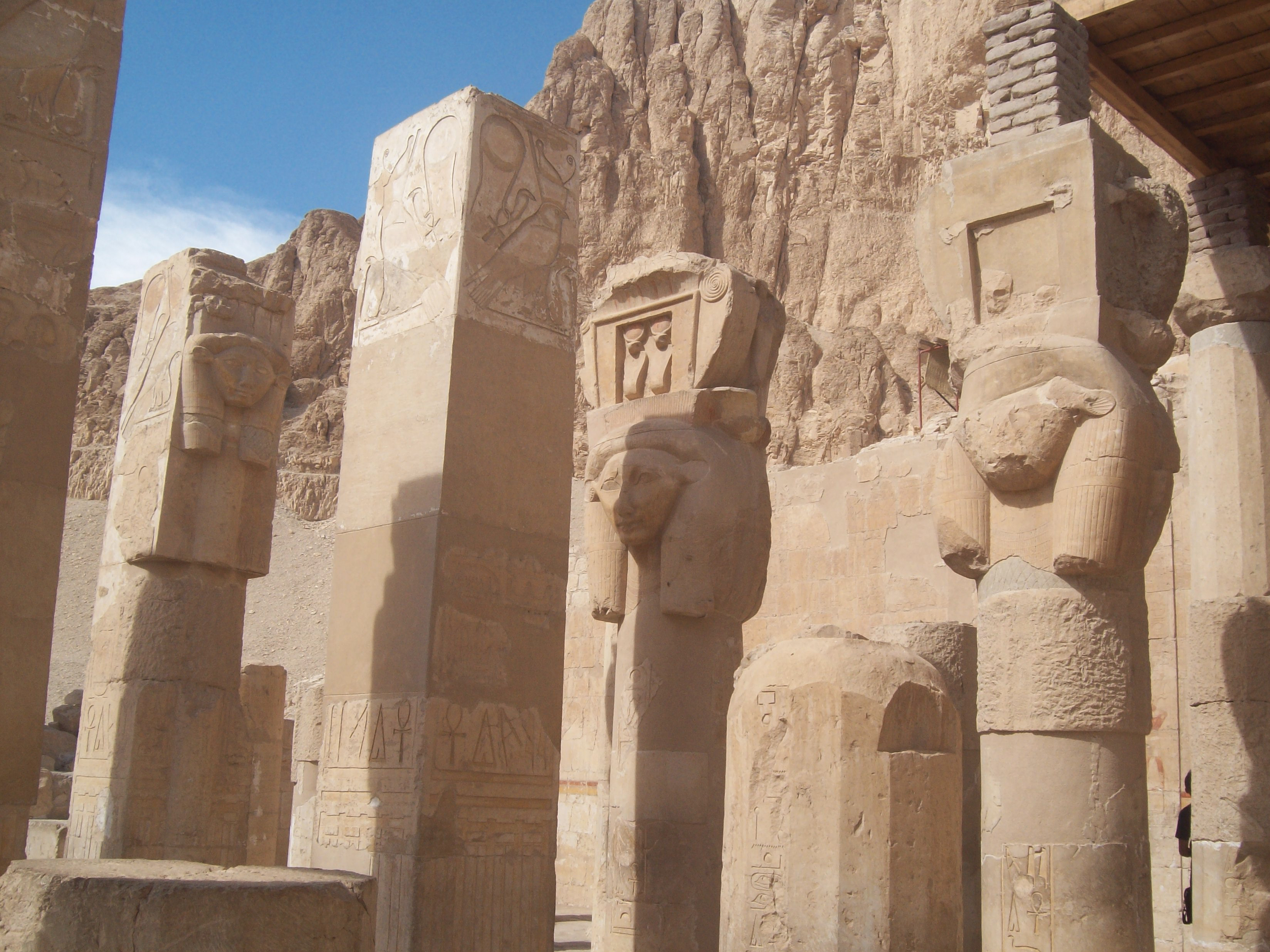
Capilla de Hathor, con pilares hathóricos.
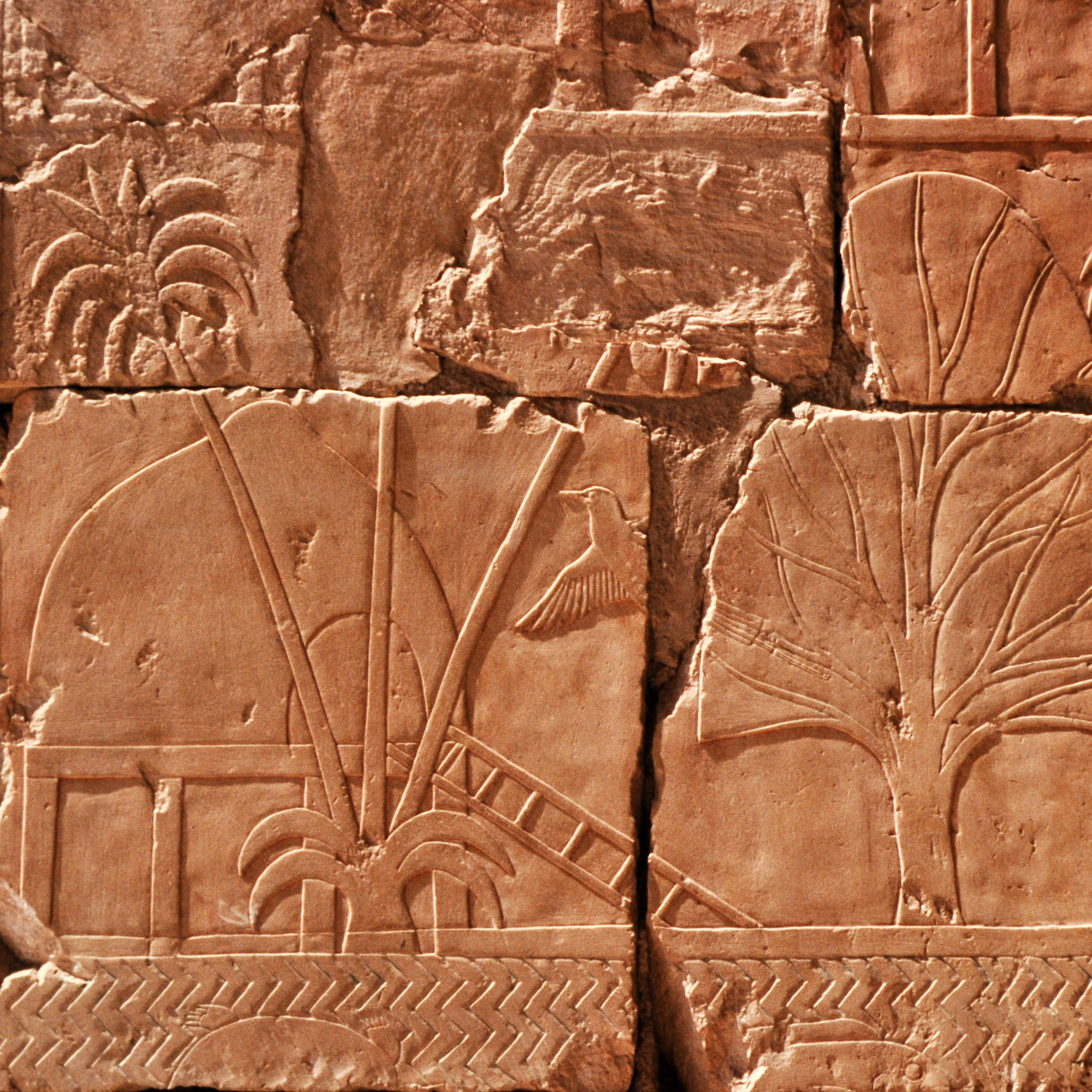
Relevos descrevendo a expedição a Punt.